# Nanamagari-dono
Nanamagari-dono (dont les dates de naissance et de décès sont inconnues) est une femme de l'époque Sengoku au Japon. Son prénom est inconnu, et elle porte le nom bouddhiste de Shinko-in Dono Sōtai Taikū Daiishi.  
Son père est le daimyo Hōjō Ujiyasu de la province de Sagami. Bien que sa mère ne soit pas spécifiée, Mizukei-in et Kuroda Motoiki spéculent qu'elle aurait pu être l'épouse légale d'Ujiyasu. Nanamagari-dono épouse le cousin de Hōjō Ujiyasu et seigneur du château de Tamagawa, Ujishige Hojo, en tant que sa femme officielle, donnant naissance à Hōjō Ujikatsu, Hōjō Ujimichi, Hōjō Ujinari et Hōjō Shigehiro. Elle possède des domaines à Koagari Hongo (actuel Midori-ku et Kōhoku-ku, Yokohama).
Après la mort d'Ujiyasu, elle laisse plusieurs documents scellés en vermillon de Tenshō 11 à 14 (1583 - 1586). Le contenu de ces documents ne se limite pas aux affaires de ses propres domaines et vassaux, mais inclut également des documents scellés en vermillon concernant les vassaux de la famille Hōjō de Tamagawa. Cela suggère son implication dans la gestion des affaires de la famille Hōjō de Tamagawa pendant cette période,.
Sa date de décès est inconnue, mais son nom disparaît des documents scellés en vermillon après Tenshō 14. On présume qu'elle décède vers la période de la Campagne d'Odawara en Tenshō 18 (1590). Sa tombe se trouve à Daichō-ji à Iwase, Kamakura, dans la préfecture de Kanagawa.